# ایترسویلر
ایترسویلر (به فرانسوی: Itterswiller) یک کمون در فرانسه با جمعیت ۲۸۱ نفر است که در Canton of Barr واقع شده‌است.